# 李鳴 (攝影師)
李鳴（1977年9月2日—），中國文化大學戲劇系影劇組畢業，主要從事電影與電視之攝影指導工作，曾於2009年以電視電影《記得我們愛過》獲得金鐘獎最佳攝影。

## 攝影作品
- 2009電視電影《記得我們愛過》獲 金鐘獎最佳攝影
- 2014電視電影《菸蒂》入圍 金鐘獎最佳攝影
- 2015電視電影《尋物少女》入圍 金鐘獎最佳攝影
- 2016公共電視人生劇展《藥笑24小時》入圍 金鐘獎最佳攝影

### 電影長片 攝影指導作品
- 2023《環南時候》
- 2021《角頭前傳-浪流連》
- 2019《馗降-粽邪2》
- 2019《最乖巧的殺人犯》安澤映畫有限公司
- 2017《猛蟲過江》星皓電影
- 2017《緝魔》天予製作
- 2016《西遊之女兒國》合拍片攝影協調
- 2015《鐵獅玉玲瓏2》
- 2013《鐵獅玉玲瓏》
- 2013《4樓B座》
- 2013《世界第一麥方ㄆㄤˋ》
- 2012《球愛天空》
- 2011《白天的星星》
- 2010《老徐的完結篇》

### 電視戲劇 電影短片 攝影指導 主要作品
- 2024《血·拾人生》電視連續劇 大愛劇場
- 2020《孟婆客棧》電視連續劇
- 2018《種菜女神》台灣愛奇藝
- 2017《以你為名的青春》北京愛奇藝網劇
- 2016《藥笑24小時》公共電視人生劇展
- 2015《同樂會》Line TV網路劇
- 2015《愛上花豹女》緯來電影台電視電影
- 2015《一個角落》中視中天電視電影
- 2015《尋物少女》文化部電視電影
- 2014《菸蒂》中視中天電視電影
- 2014《行走的樹》閱讀時光文學作品短片
- 2014《降生十二星座》閱讀時光文學作品短片
- 2013《我的意外假期》公共電視人生劇展
- 2013《陂塘》客家電視台迷你影集
- 2012《美麗鏡界》公共電視劇情短片
- 2011《yaya'》新聞局短片輔導金
- 2010《討海人》客家電視台迷你影集
- 2010《蘭陵劇坊》吳念真工作室 - 紀錄片
- 2009《記得我們愛過》新聞局電視電影
- 2009《尋鬼記》公共電視人生劇展
- 2009《狙擊手》電影短片 導演-程偉豪
- 2009《老徐的完結篇》新聞局短片輔導金 導演-廖琦華
- 2009《你是否聽見花開》新聞局短片輔導金 導演-連奕琦
- 2008《三十秒過後》 公共電視人生劇展
- 2008《搞什麼鬼》短片 導演-程偉豪
- 2007《夏天到了出去玩吧》 公共電視人生劇展 導演-連奕琦
- 2005《靜悄悄的幸福》 新聞局短片輔導金 導演-連奕琦

### 廣告 攝影指導 參考作品
- 張榕容，時間成就了最完美的我｜Vogue Taiwan （導演及攝影）
- 60歲媽媽–送子鳥生殖中心 微電影
- 2017 Lexus design award
- ChocoTV
- 有你陪伴才安心《媽媽的戰車》金鐘影后六月 溫暖獻映 │TOYOTA微電影

## 外部連結
- 李鳴 | 安澤映畫有限公司 （页面存档备份，存于）
- 李鳴| JGL Pictures．李哲光電視、廣告導演作品 （页面存档备份，存于）